# Powerwolf
Powerwolf är ett tyskt power metal-band, grundat 2003 av Charles (David Vogt) och Matthew Greywolf (Benjamin Buss). Gruppen är känd för sin mörka tematik, både musikaliskt och textmässigt, vilket skiljer sig mycket från traditionell power metal. Bland gruppens ämnen textmässigt, förekommer ofta rumänska varulvs-legender och mörkare religiösa sagor, det senare dock ofta på ett ironiskt sätt.

## Biografi
Bandet grundades 2003 av Charles och Matthew Greywolf, som innan grundadet av bandet hade spelat ihop i flera år. Snart så gick den franska trummisen Stéfane Funèbre och den tyska keyboardisten Falk Maria Schlegel, med i bandet. Sist in i bandet var Powerwolfs frontfigur Attila Dorn, som studerade klassisk opera i Bukarest. Attila's förkärlek för rumänska varulvs-legender, blev ett tydligt tema på bandets debutalbum, Return in Bloodred. Debutalbumet följdes 2007 upp av Lupus Dei, ett konceptalbum om en varg.
25 april 2009 släpptes gruppens tredje album, Bible of the Beast.
Bandets fjärde album, Blood of the Saints, släpptes 29 juli 2011 i Europa och 2 augusti 2011 i USA.

## Medlemmar
Nuvarande medlemmar
- Charles Greywolf (David Vogt) – basgitarr (2003– ), gitarr (2011– )
- Matthew Greywolf (Benjamin Buss) – gitarr (2003– )
- Falk Maria Schlegel – keyboard (2003– )
- Attila Dorn (Karsten Brill) – sång (2003– )
- Roel van Helden – trummor (2011– )

Bildgalleri

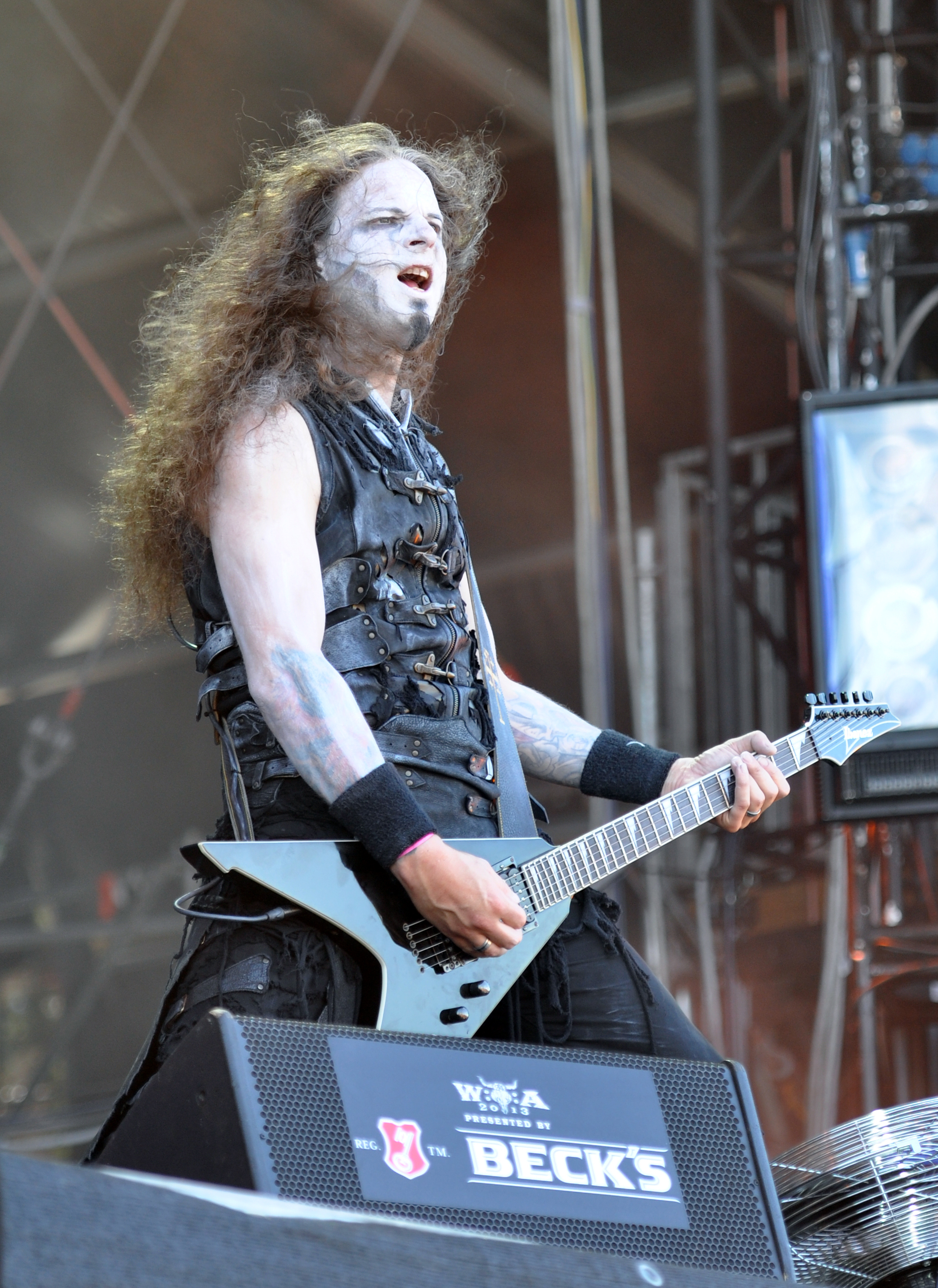
Charles Greywolf
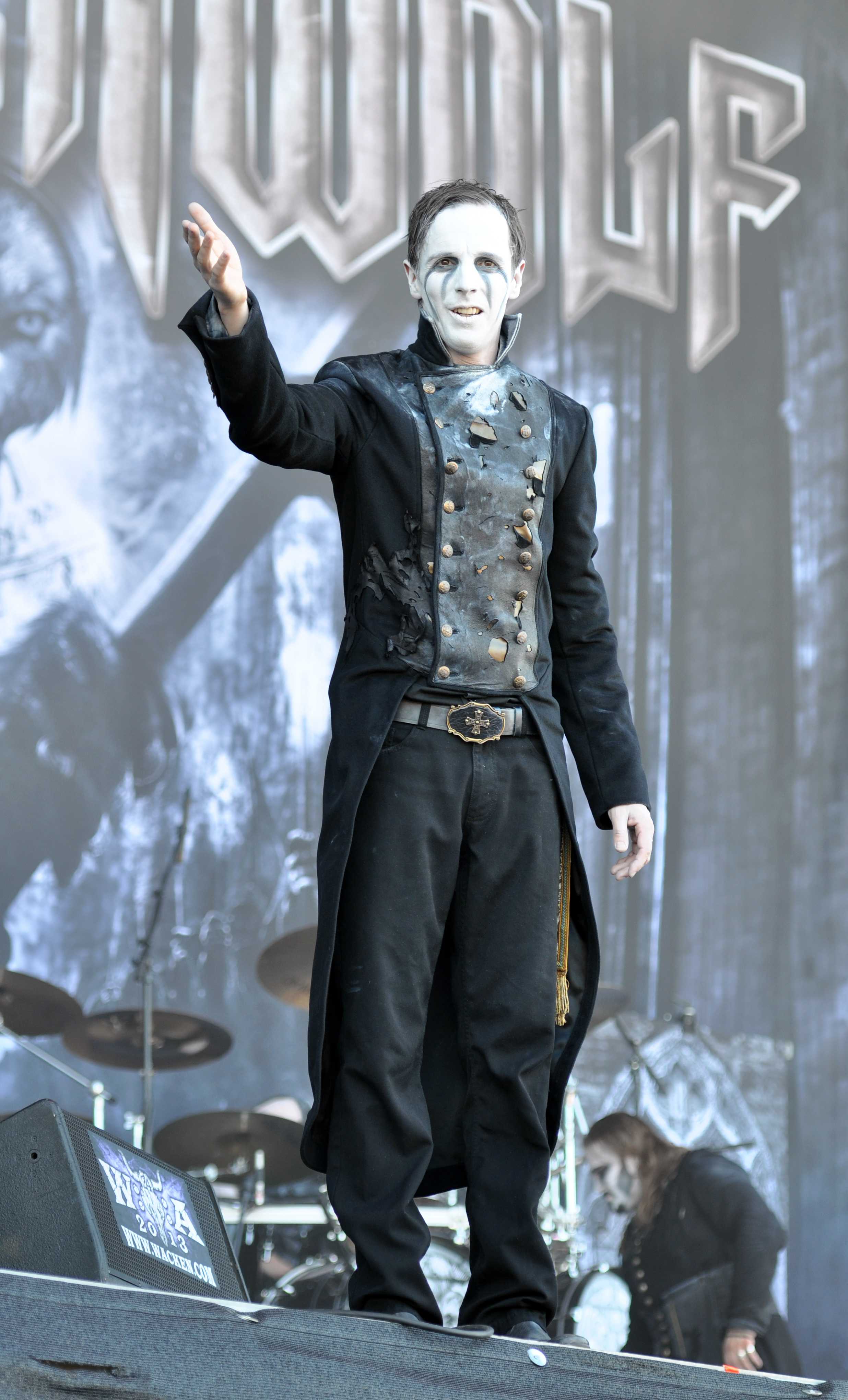
Falk Maria Schlegel
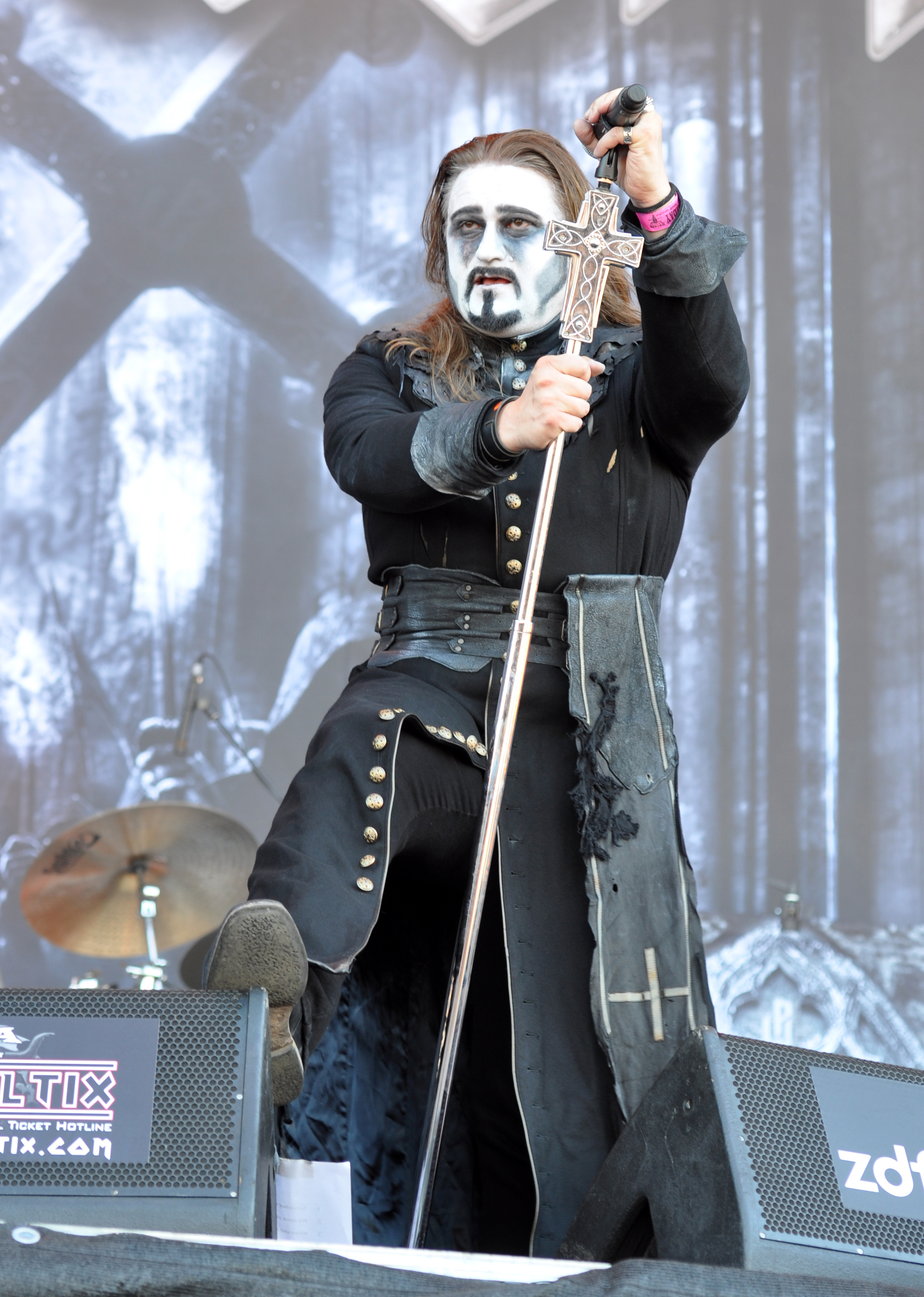
Attila Dorn
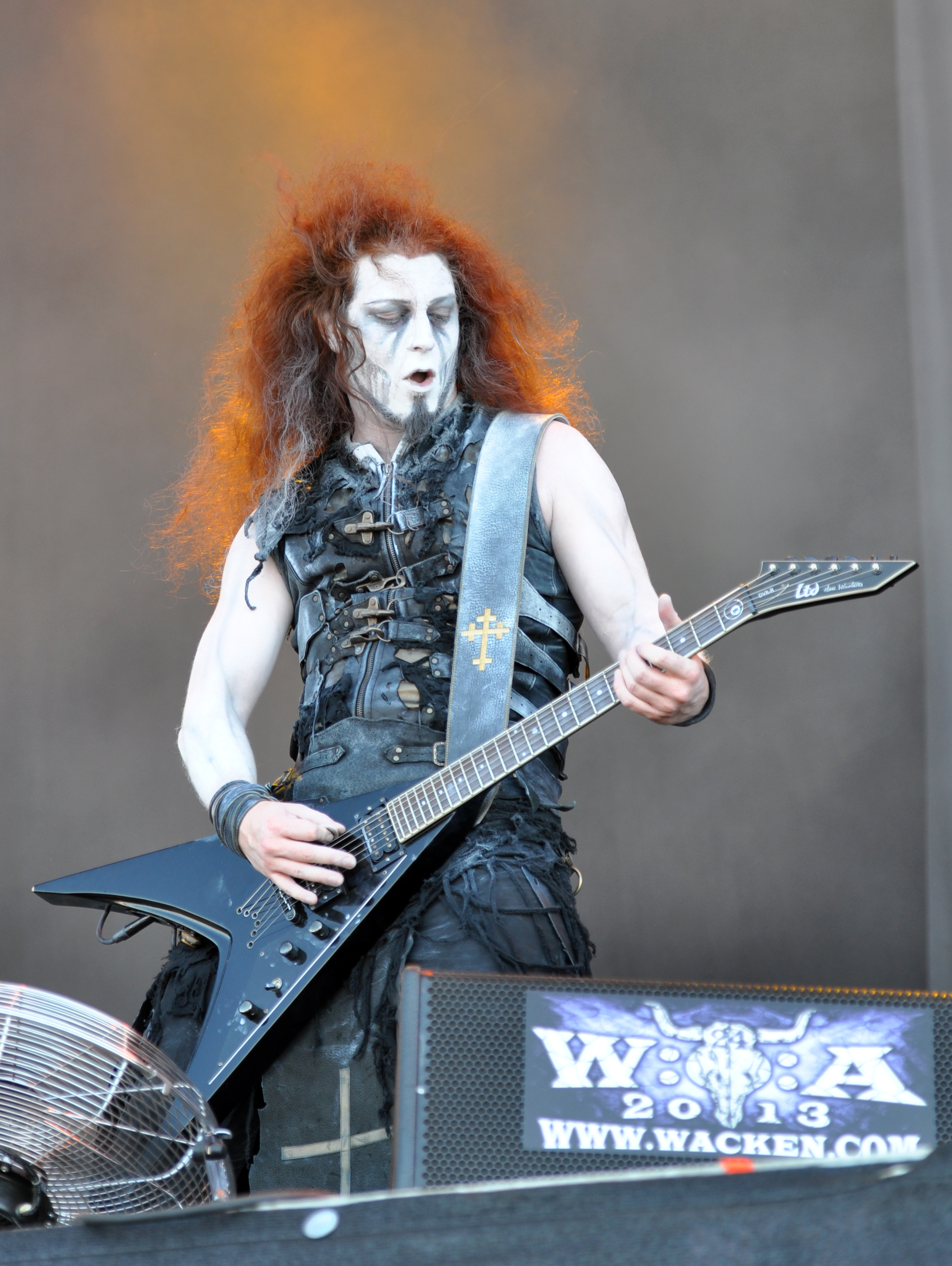
Matthew Greywolf

Tidigare medlemmar
- Stéfane Funèbre (Stefan Gemballa) – trummor (2003–2010)
- Tom Diener – trummor (2010–2011)

Turnerande medlemmar
- Fabian Schwarz – gitarr (2012)
- Markus Pohl – gitarr (2016, 2017– )

## Diskografi
Studioalbum
- 2005 – Return in Bloodred
- 2007 – Lupus Dei
- 2009 – Bible of the Beast
- 2011 – Blood of the Saints
- 2013 – Preachers of the Night
- 2015 – Blessed & Possessed
- 2018 – The Sacrament Of Sin
- 2019 – Metallum Nostrum
- 2021 – Call of the Wild
- 2023 – Interludium
- 2024 – Wake Up the Wicked

Livealbum
- 2012 – Alive in the Night
- 2016 – The Metal Mass - Live
- 2017 – Preaching at the Breeze

EP
- 2011 – Wolfsnächte 2012 Tour EP (delad EP: Powerwolf / Mystic Prophecy / Stormwarrior / Lonewolf)
- 2013 – The Rockhard Sacrament

Singlar
- 2013 – "Amen & Attack"
- 2015 – "Army of the Night"
- 2015 – "Armata Strigoi"
- 2018 – "Demons Are a Girl's Best Friend"
- 2018 – "Fire & Forgive"
- 2018 – "Incense & Iron"
- 2019 – "Kiss of the Cobra King"

Samlingsalbum
- 2011 – Trinity in Black
- 2014 – The History of Heresy I (2004-2008)
- 2014 – The History of Heresy II (2009 - 2012)
- 2020 – Best of the Blessed